# Hydropsyche smetanini
Hydropsyche smetanini là một loài Trichoptera trong họ Hydropsychidae. Chúng phân bố ở miền Cổ bắc.